# Big Sandy (Virginie-Occidentale)
Big Sandy est une census-designated place située dans le comté de McDowell, dans l’État de Virginie-Occidentale, aux États-Unis. Lors du recensement de 2020, elle comptait 198 habitants.